# 金永生
金 永生（キム・ヨンセン、朝鮮語: 김영생、1933年2月8日 - 1996年3月27日）は、大韓民国の実業家、政治家。第11・12代韓国国会議員。
本貫は金海金氏。号は丹谷（タンゴク、단곡）。

## 経歴
故郷は慶尚北道義城郡。漢陽大学校経営大学院修了。朝鮮戦争に参戦し、終戦後は石炭業に参入した。零細炭鉱の経営を経て、泰映鉱業株式会社代表理事、泰映石炭株式会社代表理事、韓豪肉牛牧場協力会会長、韓国石炭奨学会理事、炭鉱組合理事長、韓国国民党慶尚北道党委員長・中央党党務委員・事務総長・政策委員会議長、国会予決委員会国民党幹事、中小企業中央会理事、韓国企業政策研究所理事、退渓学研究院理事などを務めた。
1996年3月27日、持病によりソウル市江東区の報勲病院で死去。享年63。